# Hauptfriedhof (Pforzheim)

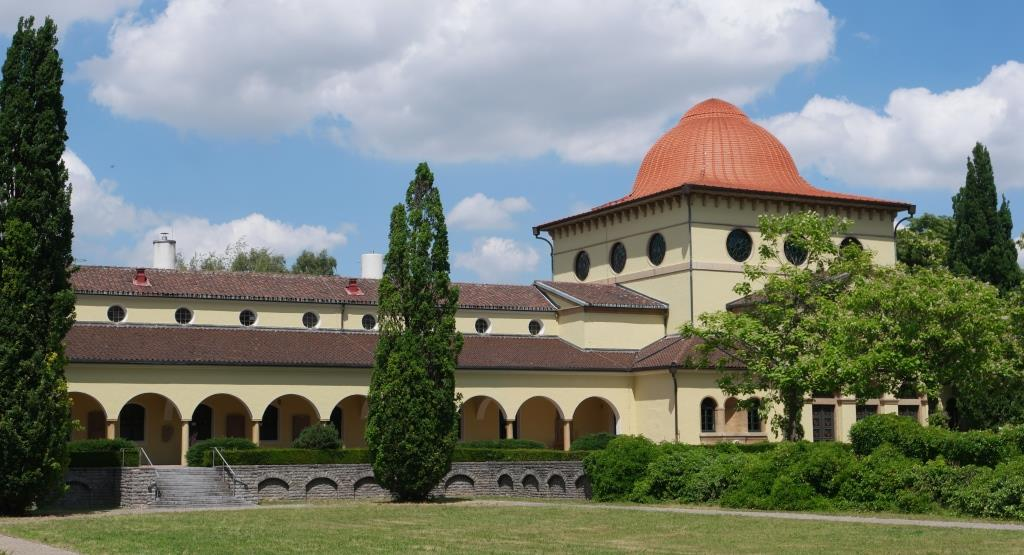
Hauptfriedhof in Pforzheim, Aussegnungshalle

Der Hauptfriedhof in Pforzheim wurde 1877 im Gewann Auf der Schanz angelegt und von 1914 bis 1917 zum Hauptfriedhof erweitert. Auf dem Friedhof befinden sich auch zahlreiche translozierte historische Grabsteine.

## Geschichte
Die ursprünglichen Begräbnisplätze in Pforzheim waren die Kirchhöfe um die historischen Kirchen. Der älteste solcher Begräbnisplätze befand sich vermutlich um die Kirche St. Martin. 1587/88 wurde außerhalb der Stadt der Altenstädter Gottesacker (der heutige Oststadtpark) angelegt, der mehrfach erweitert und bis 1863 belegt wurde. Ab 1863 fanden die Bestattungen dann in einer Erweiterung des Altenstädter Gottesackers statt. Diese Erweiterung (der heutige Alte Friedhof) erwies sich beim starken Wachstum Pforzheims in jener Zeit jedoch rasch als viel zu klein dimensioniert, so dass man 1877 einen neuen Friedhof Auf der Schanz, einer Erhebung nördlich außerhalb der Stadt, anlegte. Neu an diesem Friedhof war zudem, dass er von Anbeginn überkonfessionell ausgelegt war und auch einen jüdischen Friedhofsteil vorsah, woraufhin auch die Bestattungen auf dem alten jüdischen Friedhof endeten. Von den anfangs 20 Grabfeldern des Friedhofs Auf der Schanz erfolgten bereits bis zur Jahrhundertwende mehrere Erweiterungen nach Westen. Der Zugang zum Friedhof erfolgte vom Eisinger Gässle (heute Bernhardstraße) von Osten, wo sich die ursprüngliche Friedhofskapelle (das heutige Kolumbarium) befand. Die bis 1900 erschlossene Friedhofsfläche wurde traditionell mit einer Steinmauer umschlossen. Von der Friedhofskapelle aus führen die Hauptallee und zwei geschwungene Rundwege des ansonsten von einem rechtwinkligen Wegenetz erschlossenen Friedhofs nach Westen.
Wegen des anhaltenden starken Bevölkerungswachstums entschloss man sich 1910 zu einer großflächigen Erweiterung nach Westen und Norden, die in den Jahren 1914 bis 1917 durchgeführt wurde. Die Gestaltung erfolgte nach Plänen des Pforzheimer Gartenbaudirektors Hans Hoffmann und sah im Wesentlichen ein rechtwinkliges, mit unterschiedlichen Baumarten bepflanztes Alleennetz mit brunnenbestandenen Plätzen vor. Im Westen entstand außerdem ein neuer Haupteingang mit dem Campo Santo genannten Gebäudeensemble aus Verwaltungsgebäude, Krematorium und Aussegnungshalle. Die im Stil der florentinischen oder venezianischen Renaissance gehaltenen Bauten nach Plänen von Alfred Roepert sind mit Arkadengängen verbunden und umschließen einen gemeinsamen Gartenhof. Im Arkadengang wurden historische Grabdenkmale aus älteren Pforzheimer Begräbnisplätzen aufgestellt. Mit der Einweihung der Erweiterung am 1. Dezember 1917 wurde der Friedhof Auf der Schanz zum Hauptfriedhof der Stadt.
Bereits während der Entstehung hat man beim Campo Santo großzügige Ehrengräber für die Gefallenen des zu jener Zeit noch andauernden Ersten Weltkriegs angelegt. Ab 1938 folgten weitere Ehrengräber an der Hauptallee, später auch für die Gefallenen des Zweiten Weltkriegs im älteren Friedhofsteil. Im nordöstlichen Friedhofsbereich wurden 1945 Massengräber für die Opfer des Luftangriffs auf Pforzheim vom 23. Februar 1945 angelegt. Der Friedhof hat die Zerstörung Pforzheims weitgehend unbeschadet überstanden und zählt zu den wenigen noch intakten Ensembles der Vorkriegszeit in Pforzheim. Die alte Friedhofskapelle im Südosten der Anlage wurde um 1970 teilweise abgerissen und zum Kolumbarium umgestaltet. In jüngerer Zeit wurde auch ein Gräberfeld für Bestattungen nach muslimischem Ritus ausgewiesen, außerdem wurde 2003 ein weiterer jüdischer Friedhofsbereich ausgewiesen.

## Denkmalwert
Der Friedhof ist ein Kulturdenkmal, dessen gärtnerische und bauliche Anlagen mit den Grabstätten eine Sachgesamtheit bilden. Die noch aus wilhelminischer Zeit stammende Gartenarchitektur hat künstlerische Bedeutung, während die vielfältigen Grabmäler die Vielfalt der städtischen Gesellschaft repräsentieren. Die Ruhezeit beträgt auf dem Friedhof (ausgenommen der jüdische Teil) 25 Jahre. Erhaltenswerte Grabsteine werden bei einer Neubelegung der Grabfelder an die Hauptallee umgesetzt, größere erhaltenswerte Grabanlagen bleiben auch am ursprünglichen Ort erhalten. Seit 1980 wird ein Verzeichnis der erhaltenswerten Grabstätten geführt, die jüdischen Grabsteine wurden von 1989 bis 1994 umfassend dokumentiert.

## Grabmale
Im Arkadengang des Campo Santo befinden sich zahlreiche translozierte historische Grabmäler älterer Pforzheimer Begräbnisstätten, darunter steinerne Wandepitaphe für die Pforzheimer Bürgermeister Hans Veit Breitschwert und Georg Eberlin (1633–1693), ein bedeutendes renaissancezeitliches Wandepitaph für den markgräflichen Rat Hans Jörg Schmid um 1577, das den Verstorbenen mit seiner Frau und einer Tochter kniend vor dem Auferstandenen zeigt, und ein barockes Wandepitaph für den „weitberühmten Apotheker“ Johann Michael Salzer (um 1698).
Ehrengräber bestehen für die Oberbürgermeister Ferdinand Habermehl (1854–1938), Hermann Kürz (1892–1941) und Johann Peter Brandenburg (1905–1977), den Ersten Bürgermeister Karl Schweikert (1877–1917), den Stadtbaudirektor und kommissarischen Oberbürgermeister Ludwig Seibel (1880–1945), den Architekten und Archivar Alfons Kern (1859–1941), den Politiker Fritz Erler (1913–1967) und den Schriftsteller Emil Strauß (1866–1960). Außerdem sind die Grabfelder für die Gefallenen des Ersten Weltkriegs (Felder 86, 87, 87a, 90), die Gefallenen des Zweiten Weltkriegs (Feld 91) und die Bombenopfer des 23. Februar 1945 (Feld 40b) als Ehrengräber ausgewiesen.
Zu den weiteren prominenten, auf dem Pforzheimer Hauptfriedhof bestatteten Personen zählen der Schriftsteller Ludwig Auerbach (1840–1882), die Fabrikanten Theodor Fahrner (1823–1883), Adolf Richter (1839–1914) und Moritz Müller (1816–1895), Angehörige der Fabrikantenfamilien Benckiser, Ehrismann, Hepp, Jourdan, Kammerer, Rau, Speidel und Witzenmann, der Bankier August Kayser, der Mundartdichter Fritz Höhn (1859–1934), der Musiker Friedrich Tilegant (1910–1968), der Kunstmaler Adolf Armbruster (1864–1924), die Bildhauerin und Ehrenbürgerin Else Bach (1899–1951), der Pforzheimer Ehrenbürger Julius Moser (1882–1970), der Architekt Ernst Maler (1849–1930), die Autorin Johanna Wittum (1870–1903), der Fabrikant und Politiker Albert Wittum (1844–1923), der Politiker Wilhelm Compter (1890–1966), der Luftschiffer Rudi Bialas (1914–1937), der Schauspieler Franz Otto (1887–1960), der Maler Karl Abt (1899–1985) und der Publizist Alfons Kirchenmaier (1889–1954).
Unter den älteren Grabmalen des Friedhofs befinden sich zahlreiche von den Pforzheimer Künstlern Emil Dittler, Wilhelm Gerstel, Julius Müller-Salem, Emil Salm, Paul Peter Pfeiffer, Adolf Sautter, Max Kassube und Fritz Wolber gestaltete Grabmale. Zu den auswärtigen Künstlern, die Grabmale in Pforzheim gestaltet haben, zählen Heinrich Bauser, Fidel Binz, Julius Seidler, Wilhelm Vögele und Hans Dammann. Neben den herausragenden künstlerisch gestalteten Grabmalen wurde die Mehrzahl der älteren Grabmäler von regionalen Friedhofsbildhauern geschaffen, hierbei sind vor allem Karl Simmel, Julius Wielandt, Gustav Schultheiß und Wilhelm Ordner zu nennen. Zu den herausragenden Grabsteinkünstlern der Nachkriegszeit zählen Karl Schollmayer, Gisela Bär, Oskar Theodor Loos, Helmut Roller, Fritz Theilmann, Eilli Zanger und Erich Appenzeller.

Alter jüdischer Friedhofsteil
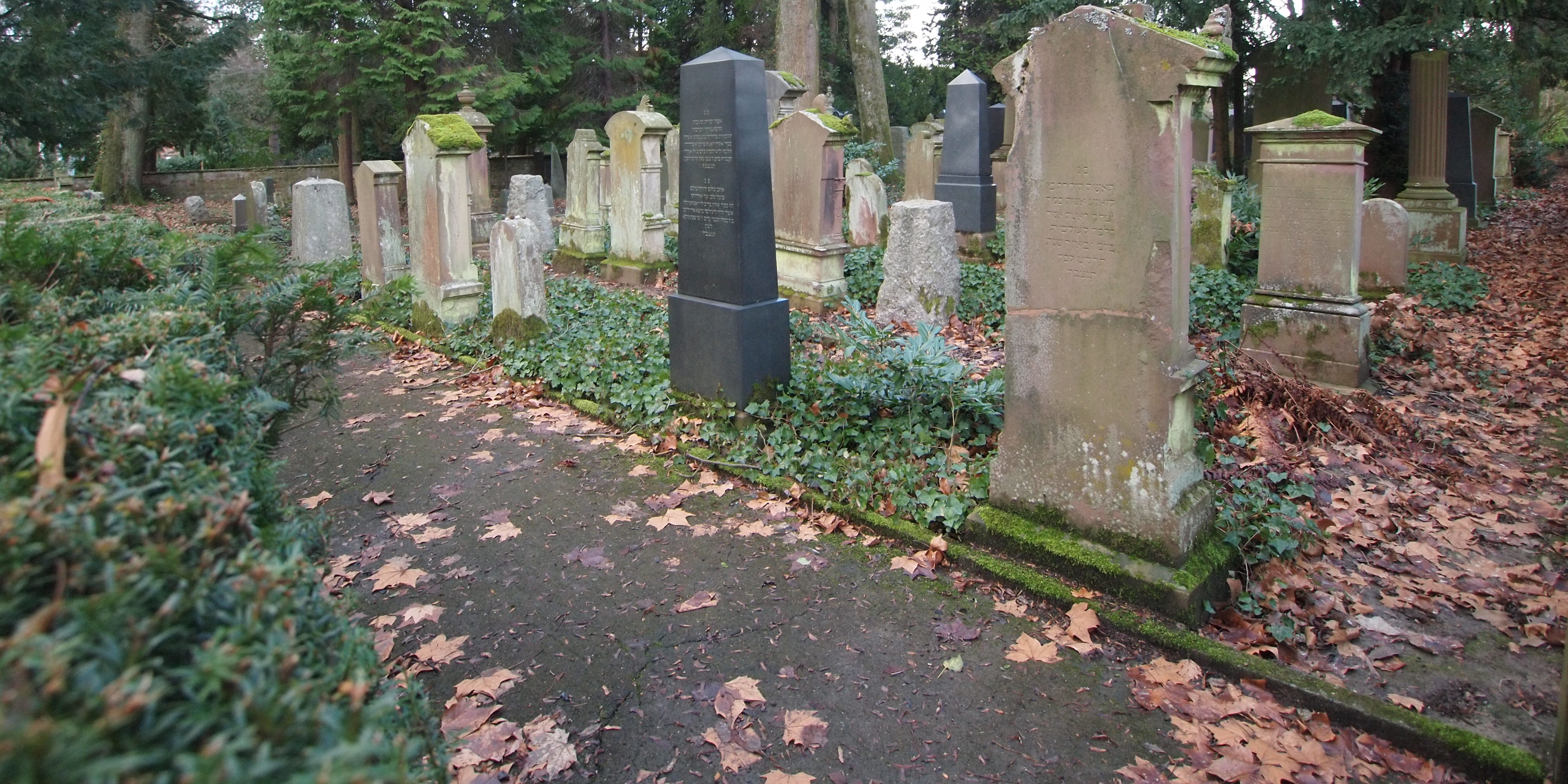
vom Eingang, Rückseite der Gräber
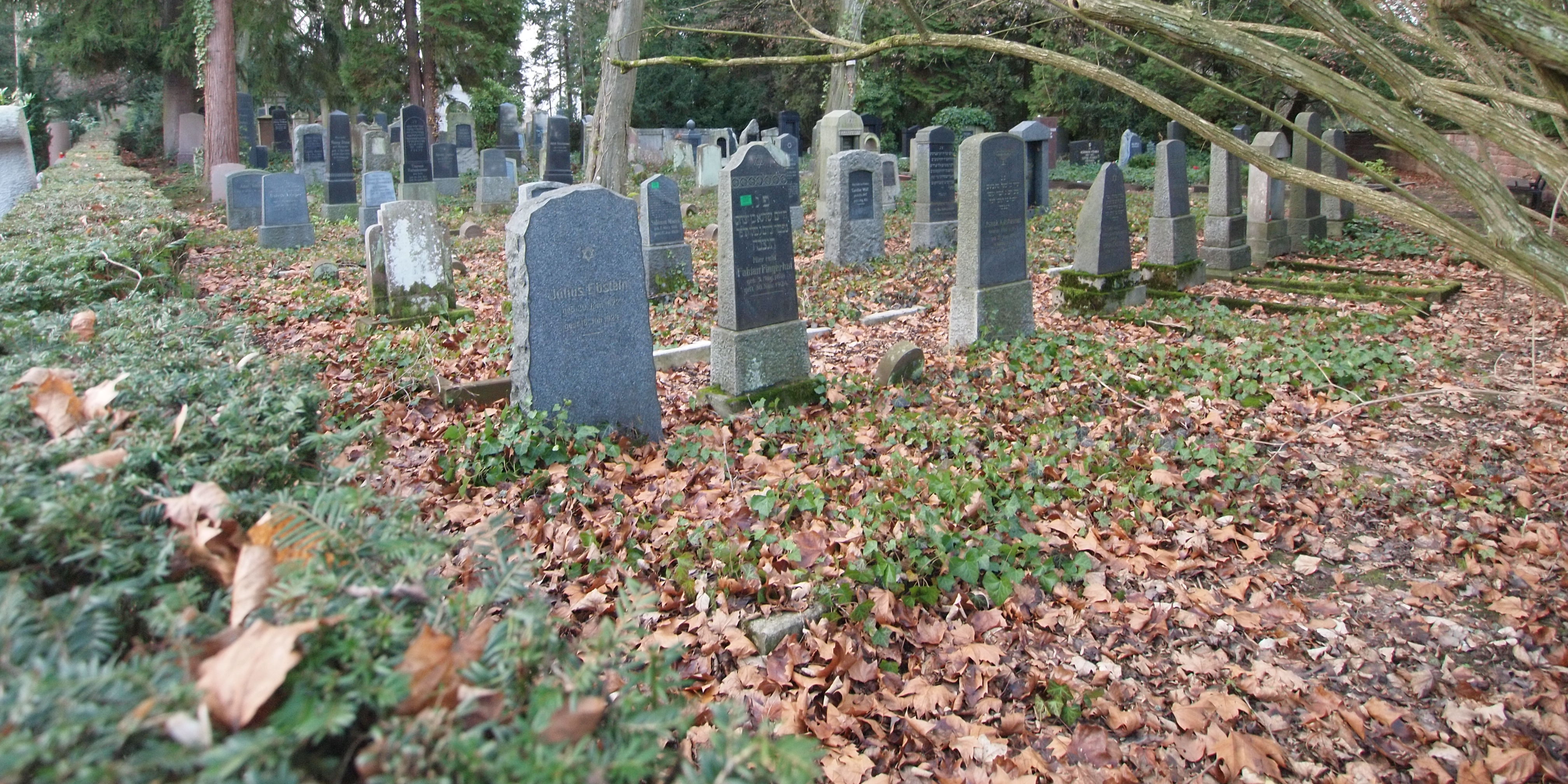
von Osten, Vorderseite der Gräber
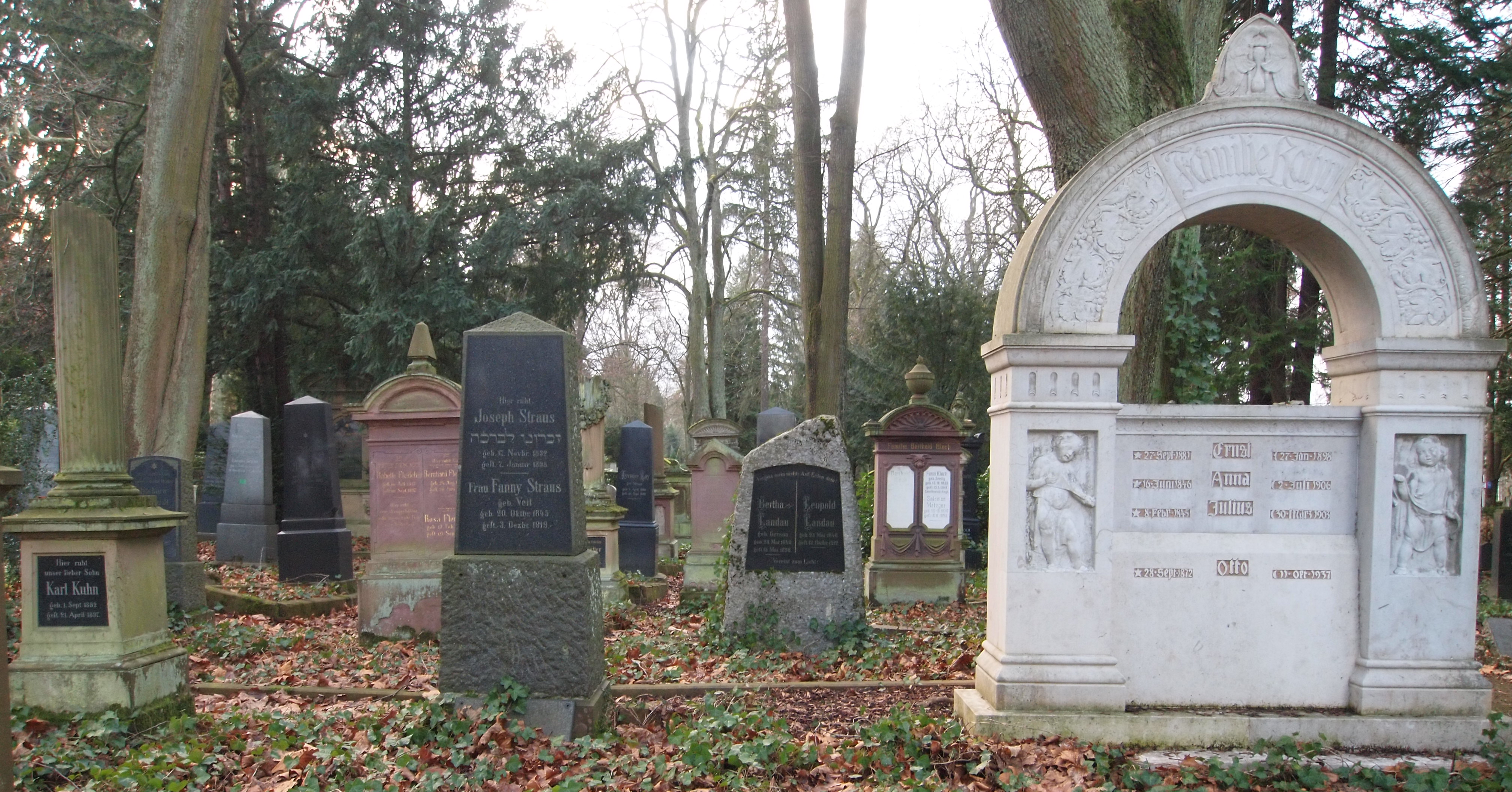
Familiengräber
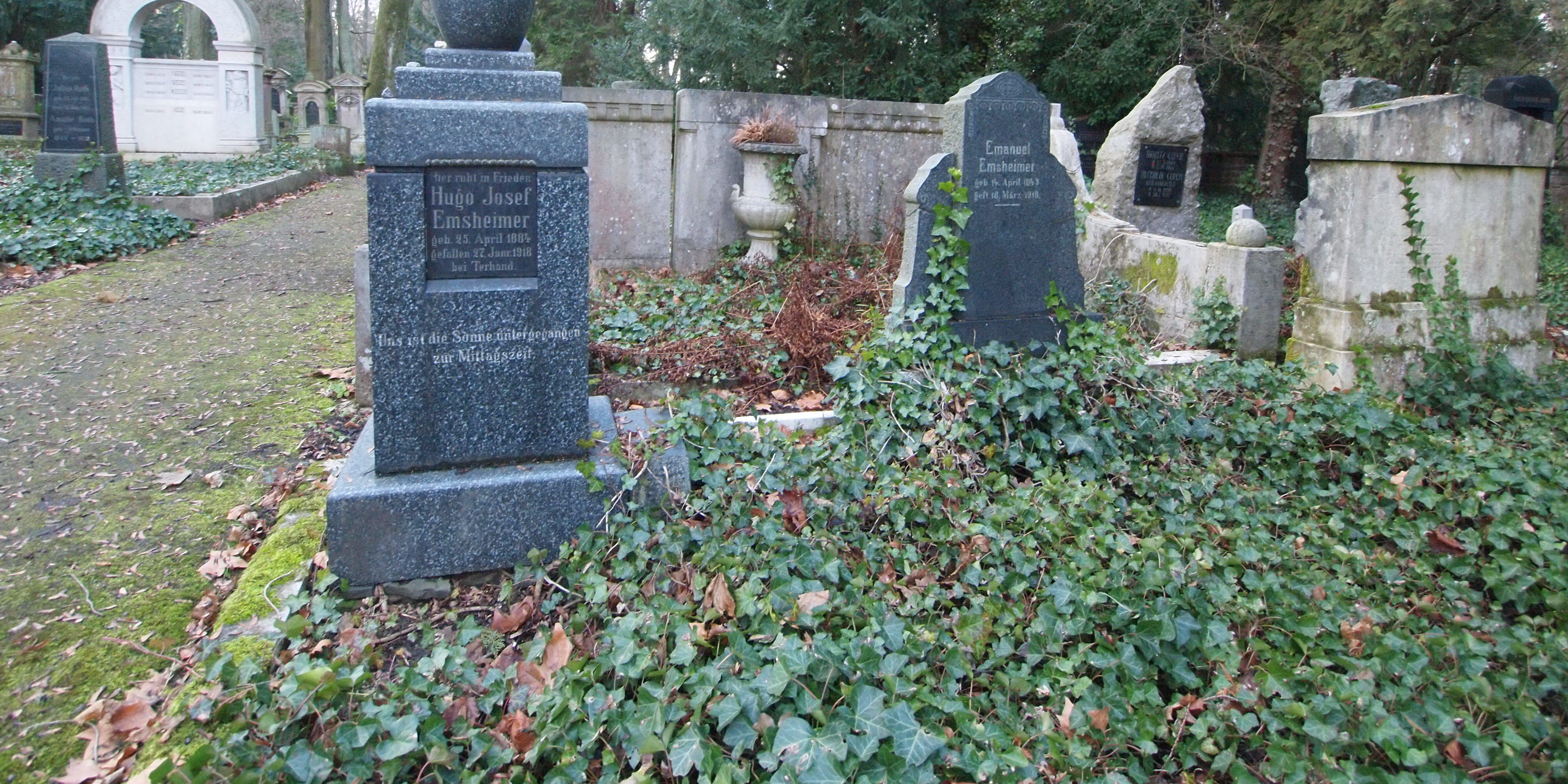
Gefallene des Ersten Weltkrieges
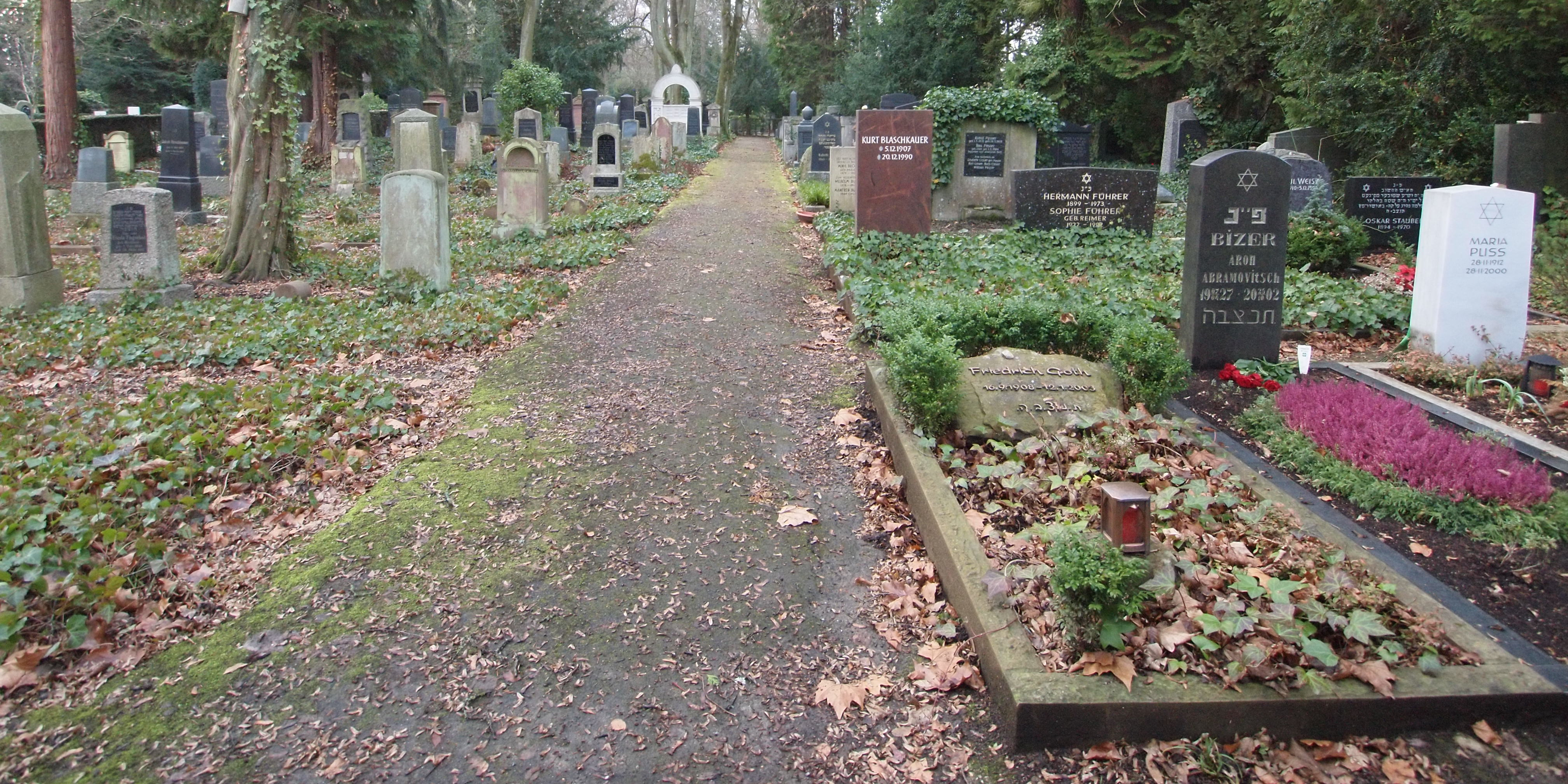
die neuesten Gräber
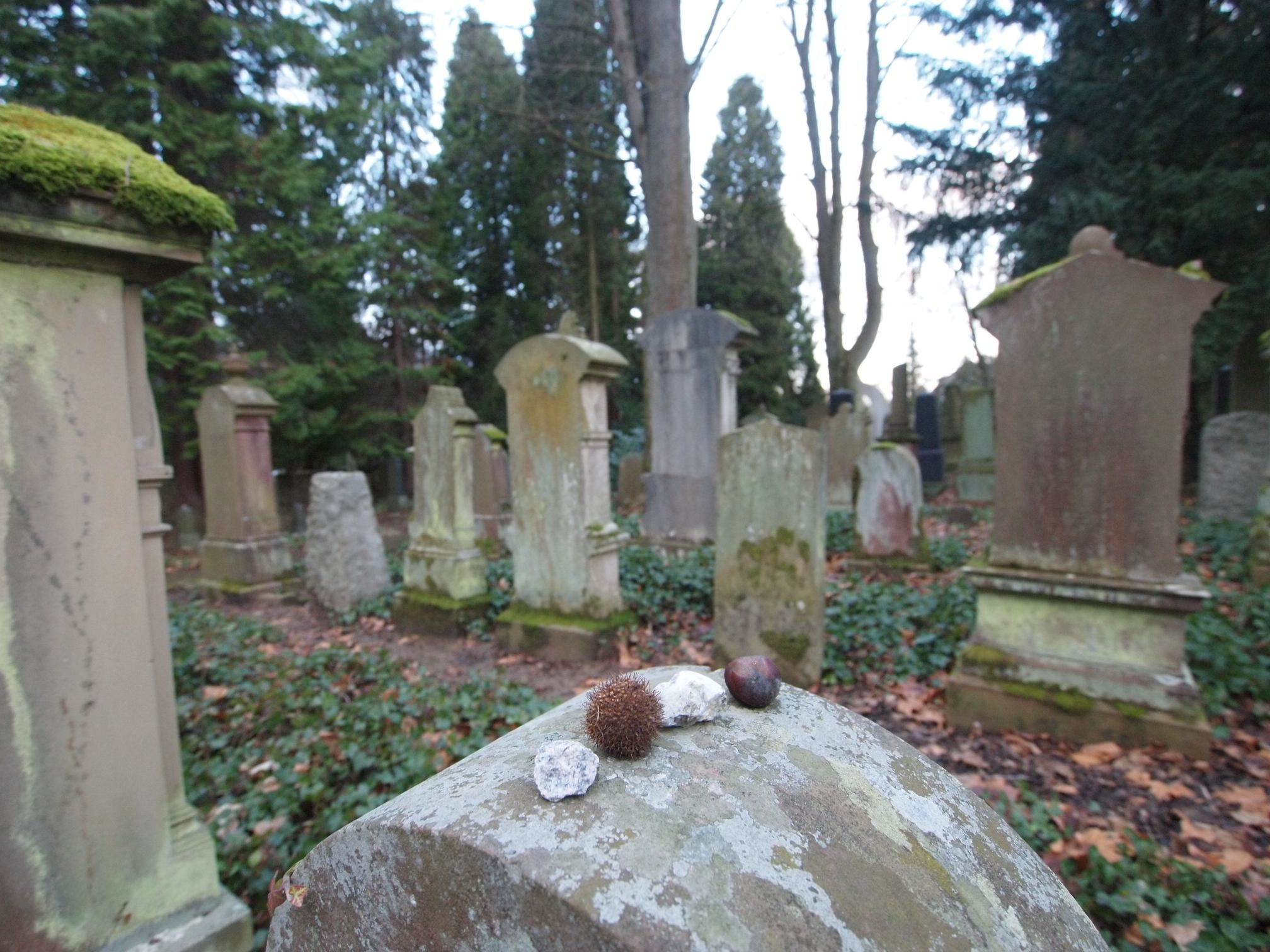
Steine auf einem Grabstein

Neuer jüdischer Friedhofsteil
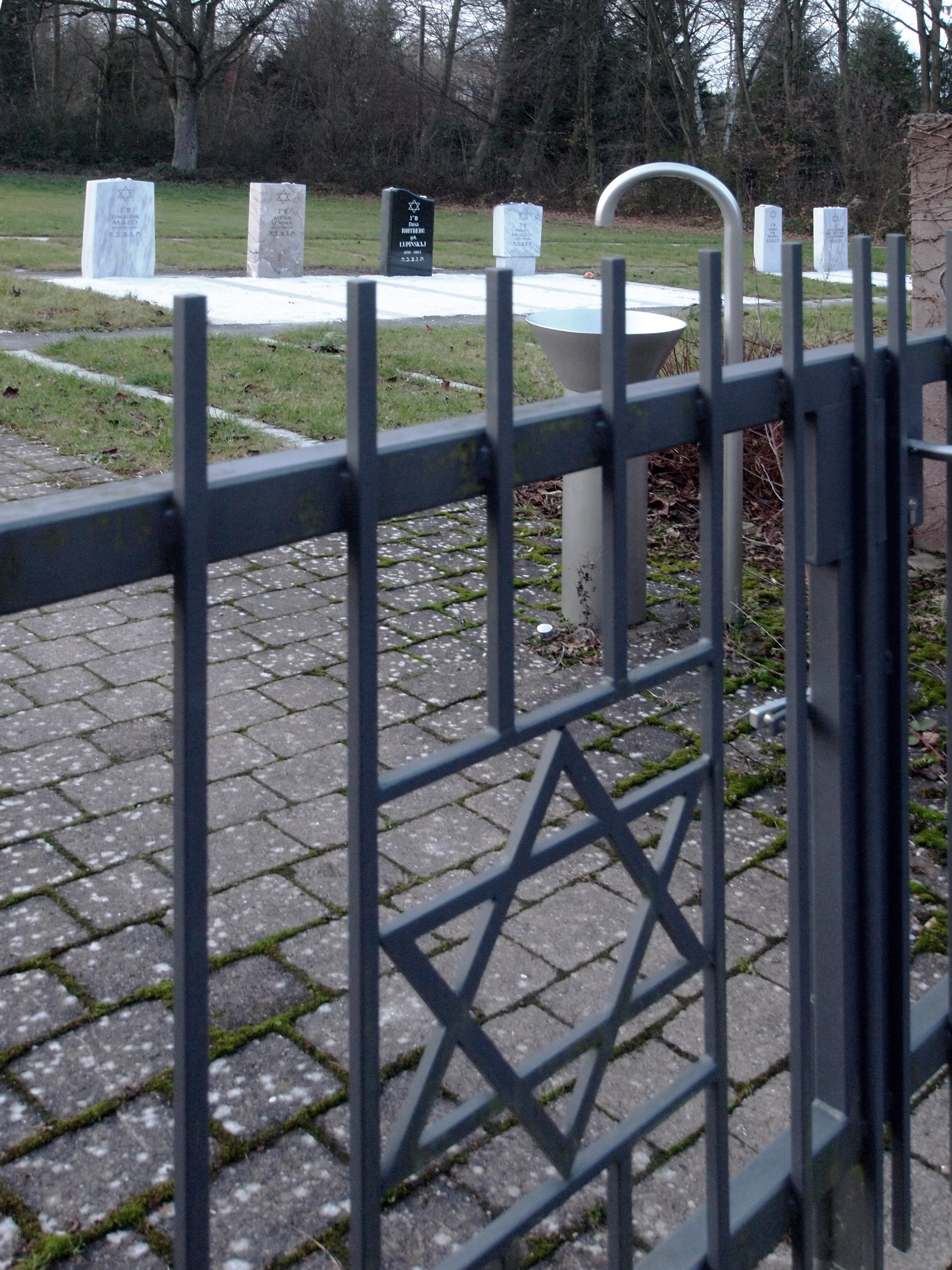
Orthodoxe Abteilung
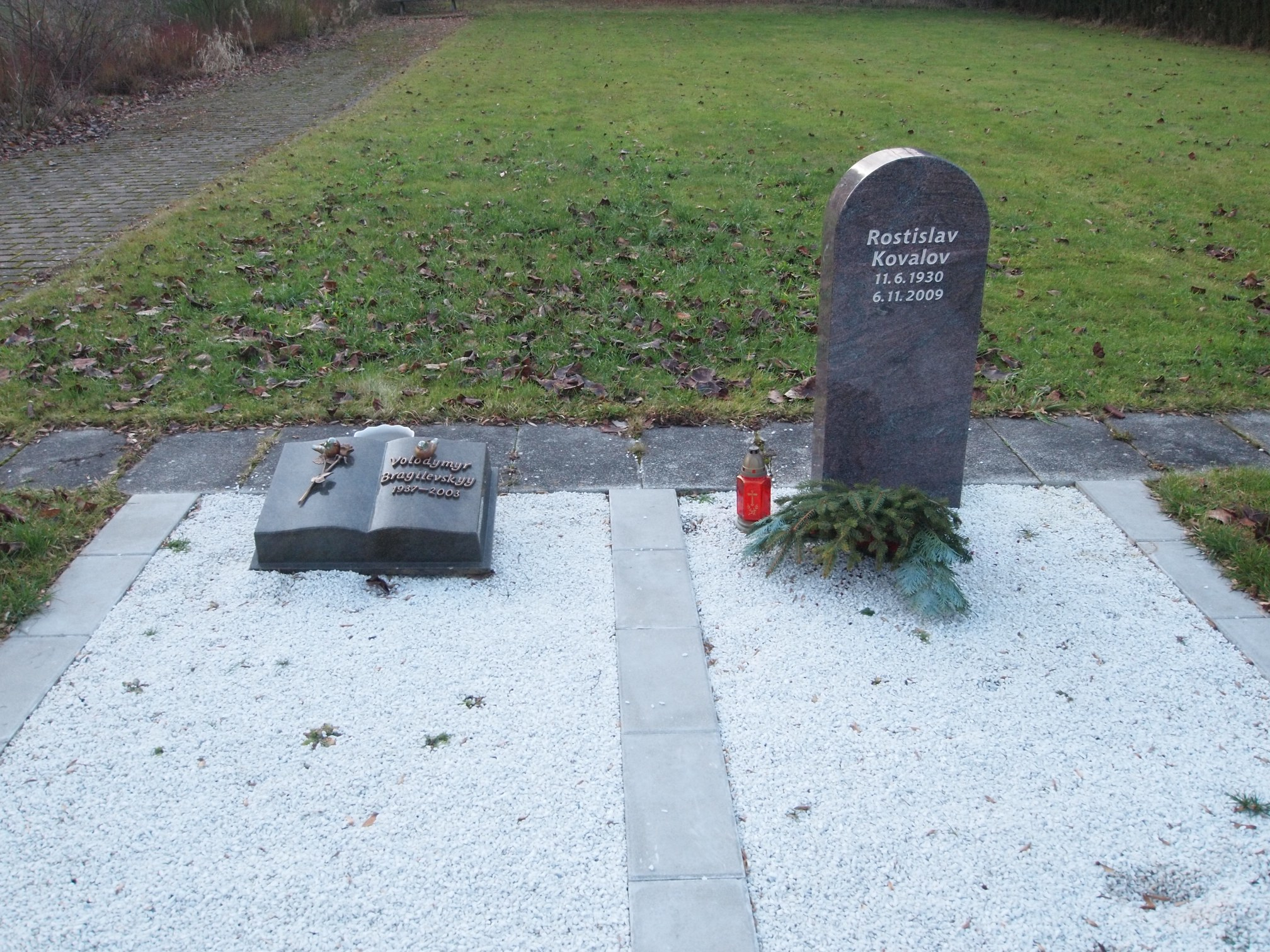
Liberale Abteilung